# موريس بيشوب
موريس بيشوب (بالإنجليزية: Maurice Rupert Bishop)‏ هو سياسي غرينادي، ولد في 29 مايو 1944 في أروبا في مملكة هولندا، وتوفي في 19 أكتوبر 1983 في سانت جورجز في غرينادا بسبب إعدام رميا بالرصاص. نشط حزبياً في حركة الجوهرة الجديدة. وقد انتخب رئيس وزراء غرينادا (13 مارس 1979 – 16 أكتوبر 1983).

## سيرته
وُلد موريس روبرت بيشوب في 29 مايو عام 1944 قبالة ساحل فنزويلا في جزيرة أروبا، ثم مستعمرة هولندا كجزء من جزر الأنتيل الهولندية. جاء والديه، روبرت وإلمنت بيشوب، من الشمال الشرقي لجزيرة غرينادا البريطانية، حيث يكسب والده 5 بنسات بريطانية فقط يوميًا. انتقل إلى العمل في معمل تكرير البترول في جزيرة أروبا مع زوجته إلمنت في نهاية عام 1930، لتحسين وضعه المالي.

### طفولته ومراهقته
تربى موريس في أروبا حتى سن السادسة مع شقيقتين أكبر منه سنًا آن وموران. أعاد والده الأسرة إلى غرينادا في عام 1950 وافتتح متجرًا صغيرًا للبيع بالتجزئة في العاصمة، سانت جورج. أُرسل موريس للدراسة في مدرسة ويسليان الابتدائية، لكنه انتقل بعد عام إلى مدرسة سانت جورج للروم الكاثوليك الابتدائية والثانوية. كان موريس متضايقًا في سن التاسعة بسبب طوله الذي جعله يبدو أكبر سنًا. دفعه والده إلى التعليم وتوقع منه الكثير نظرًا لأنه الابن الوحيد. توقع منه الحصول على درجات كاملة، ليس 95 ولكن 100%، وعندما اشترت الأسرة سيارة، توقعت والدته منه السير إلى المدرسة مثل الآخرين.
حصل بيشوب على منحة للتعليم الثانوي من أربع منح دراسية حكومية للدراسة في كلية الأخوة التقديمين الكاثوليكية الرومانية. اُنتخب رئيسًا لمجلس الطلاب ونادي المناقشة ومجموعة دراسة التاريخ، إلى جانب تحرير صحيفة صوت الطالب والمشاركة في الألعاب الرياضية. ذكر فيما بعد: «كنت من أكبر المهتمين هنا بالسياسة والتاريخ وعلم الاجتماع». أجرى اتصالات مع طلاب من مدرسة غرينادا الثانوية الأنجليكية بنين، منافسي مدرسته. كان مؤيدًا متحمسًا لاتحاد جزر الهند الغربية الذي تأسس في عام 1958 وأفكار القومية الكاريبية. ذكر الاهتمام الكبير الذي أثارته الثورة الكوبية عام 1959. ذكر بيشوب: »في الواقع، لم يكن مهمًا بالنسبة لنا ما سمعناه في الراديو أو ما قرأناه في الصحافة الاستعمارية. يتعلق الأمر بالنسبة لنا بالشجاعة والبطولة الأسطورية لفيدل كاسترو وتشي جيفارا. ... لا يُمكن لشيء التفوق على هذا الجانب من الثورة الكوبية«.
أصبح بيشوب وزملاؤه في تلك السنوات نفسها مهتمين بقراءة أعمال جوليوس نيريري وفرانتز فانون. تخرج بيشوب ونال ميدالية ذهبية لقدراته المتميزة في عام 1962.
أسس بيشوب وزعيم الشباب من مدرسة غرينادا الثانوية بنين برنارد كوارد، جمعية شباب غرينادا للكفاح من أجل الحقيقة، قبل التخرج بوقت قصير، في أوائل عام 1962، والتي تهدف إلى رفع وعي شباب الجزيرة في الحياة السياسية عن طريق مناقشات حول القضايا الملحة. اجتمع الأعضاء يوم الجمعة في ميدان سانت جورج الرئيسي ورتبوا مناقشات سياسية مفتوحة بين الناس. أثنى كل من الأصدقاء والأعداء على جاذبيته ومهاراته الخطابية الجيدة، بما في ذلك استخدامه الماهر للفكاهة في خطاباته.

### تعليمه في إنجلترا
غادر بيشوب وزعماء الجمعية الآخرين في خلال تسعة أشهر للدراسة في جامعات أوروبا والولايات المتحدة، مُنهيين بذلك أنشطة المجموعة. وصل موريس بيشوب البالغ من العمر 19 عامًا في ديسمبر عام 1963 إلى لندن لدراسة القانون في جامعة لندن، وسافر كوارد إلى الولايات المتحدة الأمريكية لدراسة الاقتصاد في جامعة برانديز. حصل بيشوب على شهادة البكالوريوس في القانون من جمعية جرايز إن، لندن في عام 1966. عمل في كثير من الأحيان كساعِ للبريد أو مُعلب للخضروات في لندن. أصبح بيشوب رئيسًا لجمعية طلاب كلية هولبورن في الفترة من عام 1963 إلى عام 1966، وقاد جمعية طلاب الكلية الملكية في عام 1967. ركز بيشوب أثناء دراسته لتاريخ غرينادا على زعيم الاضطراب في عام 1795، جوليان فيدون، وغيرها من الخطب المعادية لبريطانيا. شارك في مؤتمر غرب الهند الدائم بالمملكة المتحدة وحملة مناهضة التمييز العنصري في عام .1964 سافر من المملكة المتحدة إلى تشيكوسلوفاكيا الاشتراكية وجمهورية ألمانيا الديمقراطية. درس خلال هذه الفترة أعمال ماركس ولينين وستالين وماو تسي تونغ، لكنه أُعجب خصوصًا بمفهوم الأسرة لجوليوس نيريري: مقالات عن الاشتراكية (نشرتها دار نشر جامعة أكسفورد في عام 1968) وصرحت بها أروشا في إعلانها لعام 1967.
عمل بيشوب على أطروحته «التطوير الدستوري لغرينادا» من عام 1967 إلى عام 1969، لكنه ترك العمل بسبب خلافات مع المشرف في تقييم الاضطرابات الحادثة في عام 1951. حصل على درجة في القانون في عام 1969 وأصبح أيضًا أحد مؤسسي مكتب المساعدات القانونية في مجتمع جزر الهند الغربية في بوابة نوتينغ هيل في لندن، وهو عمل تطوعي. أصبح مصدر دخله الرئيسي من عمله كمدقق للضرائب الإضافية على الخدمة المدنية البريطانية. تراسل مع الأصدقاء خلال هذه الفترة وطور خطة أنشطة لمدة عامين بعد عودته إلى غرينادا. دعت الخطة إلى انسحاب مؤقت من المشاركة في الأنشطة السياسية وعمله كمحامِ لإنشائه مع الآخرين منظمة قادرة على الاستيلاء على الجزيرة.
بالعودة إلى غرينادا، قدم بيشوب في ديسمبر عام 1970 دفاعًا قانونيًا للممرضين المضربين في مستشفى سانت جورج العام، آملين في تحسين الظروف المعيشية للمرضى. اُعتقل مع 30 آخرين أثناء الاحتجاج معهم. بُرئوا جميعهم بعد محاكمة استمرت سبعة أشهر. ساعد في تنظيم مؤتمر في المارتينيك إذ نُوقشت فيه الإجراءات التي اتخذتها حركات التحرير واستراتيجيتها، في عام 1972. ستوجه فلسفة جوليوس نيريري والاشتراكية التنزانية عناصر حركة جمعيات الشعب والتي ساعد بيشوب في تنظيمها بعد انتخابات عام 1972. اهتم مع كينريك راديكس وجاكلين كريفت بتوجيه حركة جمعيات الشعب نحو بناء المؤسسات الشعبية المتمركزة في القرى، لتسهيل المشاركة الواسعة في شؤون البلاد.

## أسرته
تزوج موريس بيشوب من الممرضة أنجيلا ريدهيد في عام 1966. أنجبا طفلين، نادية (وُلدت في عام 1969) وجون (وُلد في عام 1971). هاجرت أنجيلا إلى تورونتو، أونتاريو، كندا، مع طفليها في عام 1981، بينما كان بيشوب لا يزال رئيسًا للوزراء. أنجب أيضًا، فلاديمير لينين (1978 –1994)، من رفيقته القديمة جاكلين كريفت (1947 - 1983)، والتي كانت وزيرة التعليم في غرينادا. قُتلت كريفت إلى جانب بيشوب أثناء المواجهة في فورت روبيرت (تُعرف الآن باسم فورت جورج) في 19 أكتوبر عام 1983. انضم فلاديمير إلى إخوته غير الأشقاء في كندا بعد وفاة والديه، لكنه طُعن حتى الموت في ملهى ليلي في تورونتو في السادسة عشر من عمره.

## تراثه
أُعيدت تسمية مطار غرينادا الدولي (مطار بوينت سالينز الدولي سابقًا) إلى مطار موريس بيشوب الدولي، في 29 مايو عام 2009. ذكر رئيس وزراء سانت فنسنت والغرينادين رالف غونسالفيس في حديثه أثناء الحفل: «سيؤدي هذا التكريم المتأخر لابن الكاريبي البارز إلى إغلاق فصل من الإنكار في تاريخ غرينادا».

## وصلات خارجية
- موريس بيشوب على موقع الموسوعة البريطانية (الإنجليزية)
- موريس بيشوب على موقع مونزينجر (الألمانية)
- موريس بيشوب على موقع إن إن دي بي (الإنجليزية)